# Mostra internazionale della Stampa
La Mostra internazionale della Stampa (in tedesco Pressa) fu una mostra che si tenne a Colonia, in Germania, nel 1928.
La mostra fu aperta vista l'importanza sempre maggiore che il giornalismo assumeva come mezzo di comunicazione di massa e vide la partecipazione di oltre 1500 espositori provenienti da 43 paesi.
La mostra vide la partecipazione di importanti artisti tra cui El Lissitzky e Sergej Senkin che realizzarono il padiglione sovietico e con i loro fotomontaggi influenzarono successivamente diversi artisti italiani.
Il padiglione italiano fu progettato da Mario Sironi e da Giovanni Muzio.